# Dzsibuti vasúti közlekedése
Dzsibuti vasúthálózatának hossza 2010-ben 100 km volt, mely 1 000 mm-es nyomtávolságú. Villamosított vonalak nincsenek az országban. Az országban egyetlen vasútvonal van, az Etiópia–Dzsibuti-vasútvonal, mely Etiópiával teremt összeköttetést. Az ország fővárosának vasúti pályaudvara az afrikai kontinens legkeletibb vasúti állomása.

## Vasúti kapcsolata más országokkal
- Etiópia - igen - azonos nyomtávolság (1 000 mm)
- Szomália - nincs vasút
- Kenya - nincs - azonos nyomtávolság (1 000 mm)
- Szudán - nincs - eltérő nyomtávolság (1 000 mm / 1 067 mm)
- Eritrea - nincs - eltérő nyomtávolság (950 mm)